# 46731 Prieurblanc
46731 Prieurblanc este un asteroid din centura principală de asteroizi.

## Descriere
46731 Prieurblanc este un asteroid din centura principală de asteroizi. A fost descoperit pe 4 octombrie 1997 la Hottviller de Philippe Buttani și Christophe Demeautis. Asteroidul prezintă o orbită caracterizată de o semiaxă mare de 2,98 ua, o excentricitate de 0,08 și o înclinație de 9,7° în raport cu ecliptica.